# Hoboken
 For alternative betydninger, se Hoboken (flertydig). (Se også artikler, som begynder med Hoboken)
Hoboken er en by i Hudson County i New Jersey. Byen ligger ved Hudsonfloden lige over for Manhattan. Hoboken har 60.419(2020) indbyggere og er en del af New Yorks storbyområde.
Byen indeholder Hoboken Terminal, der er en større transporthub i regionen og Stevens Institute of Technology, der er et af de ældste tekniske universiteter i USA.
Byens havn var tidligere en integreret del af New Yorks/New Jerseys havn og hjemsted for flere industrivirksomheder op gennem det 20. århundrede. Mod slutningen af det 20. århundrede har byen ændret karakter fra at være et arbejderkvarter til at være en del af New Jerseys såkaldte Guldkyst med mange dyre lejligheder og butikker.
Hoboken spiller en rolle i baseballs historie, idet den første officielle baseballkamp i USA anses for at have fundet sted i byen den 19. juni 1846, hvor "New York Nine" vandt 23-1 over Knickerbockers i fire innings.
Hoboken husede i begyndelsen af 1900-tallet terminaler for Hamburg-Amerika Linie og Norddeutscher Lloyd og var et vigtigt knudepunkt for skibstrafikken over Nordatlanten. Den 30. juni 1900 omkom mindst 326 mennesker i en brand i Hoboken, da en brand i dokkene spredte sig til de tyske oceanlinere SS Saale, SS Main og SS Bremen.
Hoboken er Frank Sinatras fødested, og har en park opkaldt efter ham. Filmen On the Waterfront med Marlon Brando i en af hovedrollerne blev indspillet i Hoboken.